# Peppino Garibaldi
Giuseppe Peppino Garibaldi (Melbourne, Australia, 29 de julio de 1879-Roma, 19 de mayo de 1950) fue un militar italiano, que alcanzó el rango de general y que participó en la Revolución mexicana.

## Inicios

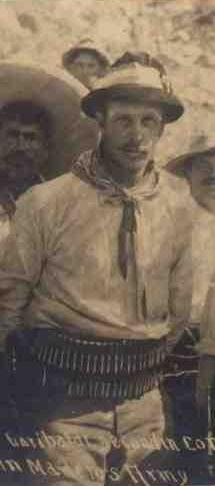
General Giuseppe Garibaldi en el Ejército Maderista.

Nació en Melbourne, Australia, hijo de Ricciotti Garibaldi y la inglesa Constance Hopcraft. Era nieto del famoso héroe italiano Giuseppe Garibaldi, por lo que fue bautizado con el nombre de Giuseppe; por tal motivo en México le llamaban "José", aunque sería mejor conocido en el mundo con el nombre de Peppino Garibaldi. 
Combatió en Grecia junto a su padre durante la Guerra Greco-Turca (1897) y también tiempo después en la Primera Guerra de los Balcanes. Tras estas aventuras se estableció en Buenos Aires, viajando eventualmente a Estados Unidos. Luego en 1903 ofreció sus servicios en Sudáfrica en las Guerras de los Bóer como voluntario del Ejército Británico y luego combatió en Venezuela contra Cipriano Castro durante la llamada Revolución Libertadora.

## Revolución Mexicana

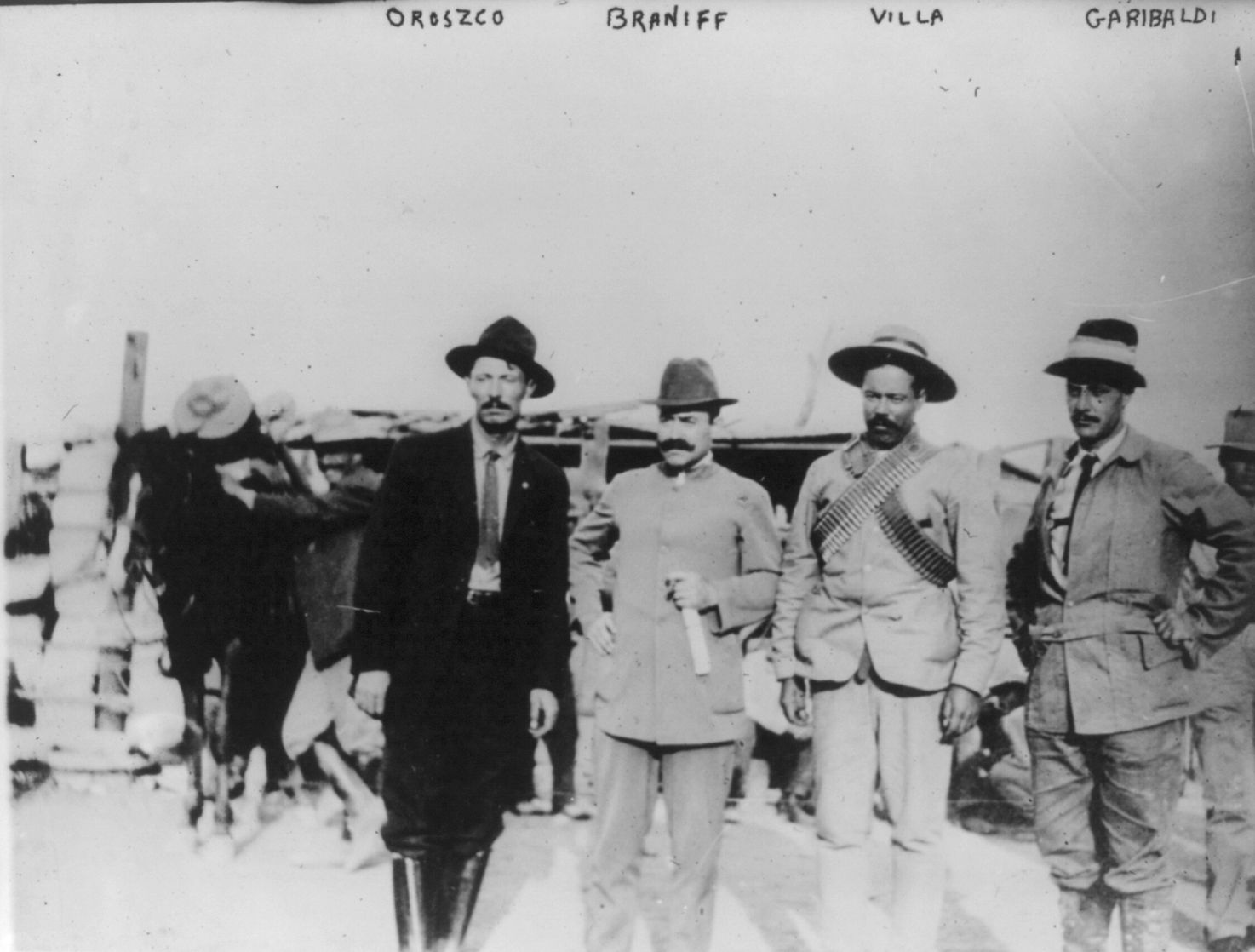
De izquierda a derecha: Pascual Orozco, Alberto Braniff, Pancho Villa y Peppino Garibaldi

El nieto de Garibaldi, Peppino Garibaldi llegó a México en abril de 1911, incorporándose a las fuerzas maderistas: participó en varios combates del estado de Chihuahua por lo que Francisco I. Madero lo hizo coronel antes de la Batalla de Casas Grandes donde alcanzó el grado de General. Llegaba de Venezuela, de luchar contra Cipriano Castro. Madero lo nombró jefe de la llamada «Legión extranjera», cuerpo que llegó a contar con cuarenta individuos y en el cual sentaban plaza voluntarios de distintas nacionalidades. Su designación no agradó a todos y Madero "hubo de recordales que George Washington no desdeñó el auxilio de Lafayette; que el general venezolano Francisco de Miranda comandó una sección del ejército francés en Jenmapes, y que Mina, uno de los héroes de la independencia, era natural de España, lo que no le impidió ciertamente inmolarse en aras de la libertad de México. Éstas razones parecieron satisfacer a los descontentos, y Garibaldi fue acogido fraternalmente en las filas del ejército rebelde". Participó en la batalla de Casas Grandes y, junto con Eduardo Madero, hermano del caudillo, salvó su vida. Después, combatió en la Batalla de Ciudad Juárez, en compañía de Raúl Madero, otro hermano de Francisco, en donde utilizó los dos cañones que había construido mientras duró el armisticio. 
Cuando Madero hizo su entrada triunfal en la Ciudad de México, el 7 de junio de 1911, su hermano Raúl y Peppino Garibaldi se subieron con el jefe de la revolución a un auto para encabezar el desfile de la victoria. Las crónicas de la época señalan que, al recibimiento, acudieron más de cien mil personas. Acompañó a Madero ya su esposa Sara Pérez Romero a Cuautla para entrevistarse con el general Emiliano Zapata.
Se dice que no era de las simpatías de Pascual Orozco ni de Pancho Villa. Como sea, al triunfo de la revolución maderista, Garibaldi decidió marcharse de México. Se dirigió a Grecia en 1912 para luchar en la Primera Guerra de los Balcanes contra Turquía, permaneciendo allí hasta 1913 y estableciéndose luego en los Estados Unidos.

## Primera Guerra Mundial
Garibaldi formó la Legione Garibaldina, formada por inmigrantes italianos en Francia que se adhirieron a la Legión Extranjera Francesa en agosto de 1914 cuando empezó la Primera Guerra Mundial, siendo admitido allí con el grado de comandante. Cuando en 1915 Italia se unió a la contienda al lado de la Triple Entente, la Legione Garibaldina fue remitida a Italia para unirse al Regio Esercito italiano; allí Garibaldi combatió con distinción, recibiendo el grado de General Brigadier en junio de 1918 y decidiéndose retirar de las armas en 1919, a los 40 años de edad.

## Plaza Garibaldi de la Ciudad de México
En 1921 durante las celebraciones del primer centenario de la consumación de la Independencia de México, el antiguo tianguis El Baratillo de la Ciudad de México cambió su nombre a Plaza Garibaldi en honor a Peppino Garibaldi, (también conocida como Plaza Santa Cecilia), la cual es famosa por los grupos de mariachis, grupos norteños, tríos románticos y grupos de música veracruzana que ahí se reúnen, vestidos con sus atuendos típicos y equipados con sus instrumentos musicales para llevar alguna serenata.

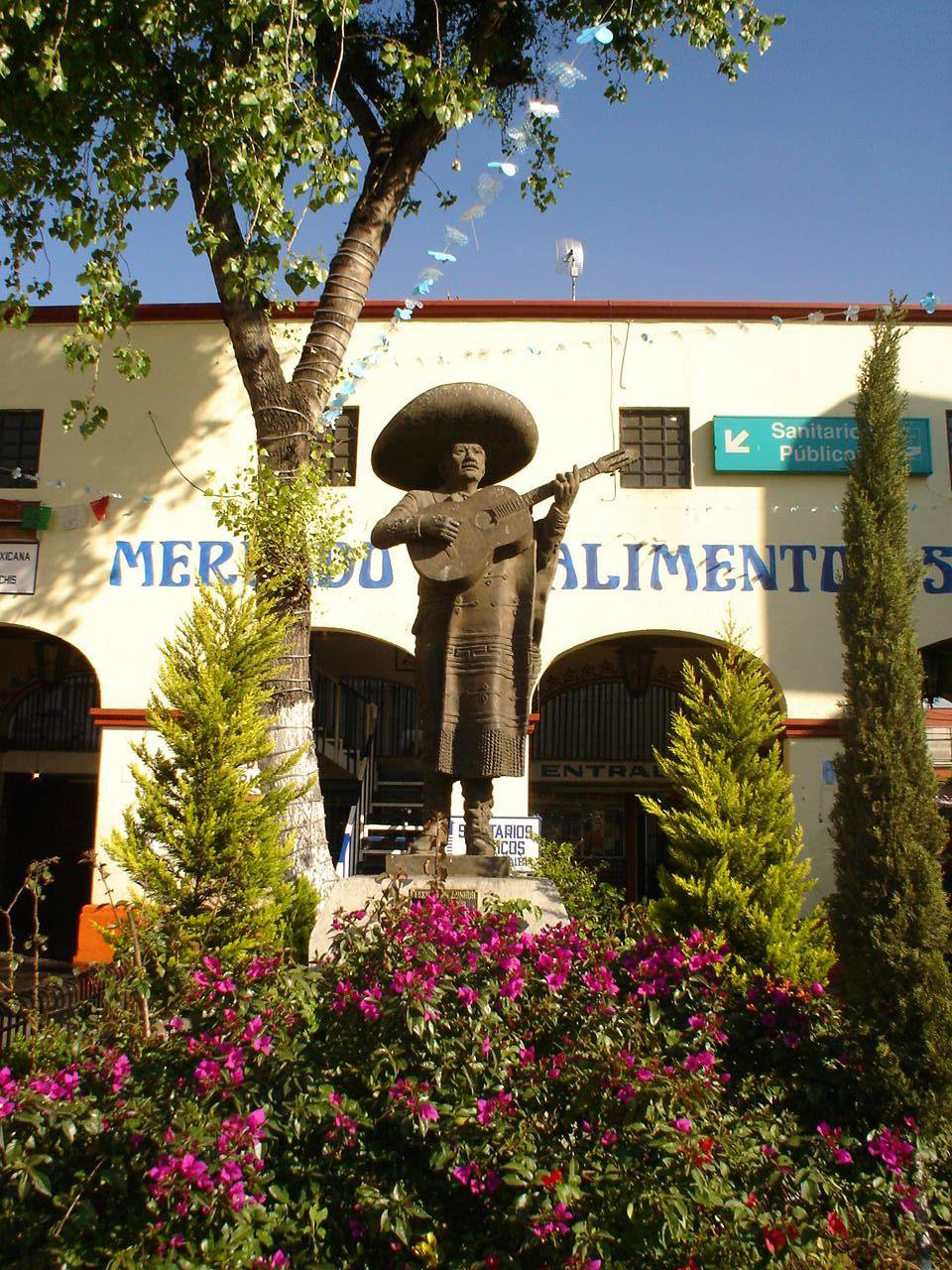
Monumento al mariachi en la Plaza Garibaldi de la Ciudad de México.

## Últimos años
Peppino Garibaldi se estableció como negociante en Londres y en Nueva York pero sin mayor éxito. Los años en los Estados Unidos fueron oscuros y tuvo que llevar una vida modesta. Por esta época se casó con la estadounidense Maddalyn Nichols, y este fue un matrimonio largo y feliz. Volvió a Italia en 1922 y allí se opuso al advenimiento del fascismo mussoliniano junto con el movimiento político Italia Libera, pero fracasó en este empeño. Tras este episodio volvió a los Estados Unidos, donde se estableció lejos de la vista del público hasta 1940. En ese año de nueva cuenta regresaría a Italia con la ayuda de sus hermanos Giuseppina y Sante para ver a su anciana madre Constance (quien murió un año después, el 9 de noviembre de 1941), establecida en Roma, pero en 1943 fue arrestado por orden de la Wehrmacht alemana y detenido hasta 1945 en la prisión de Regina Coeli. Tras su liberación permanece en Roma, dedicado a la vida privada y muere allí el 19 de mayo de 1950.